# 彤·羅森達爾
彤·羅森達爾（荷蘭語：Ton Roosendaal，荷蘭語發音：[tɔn ˈroːzənˌdaːl]，1960年3月20日—）是一名荷蘭軟體開發人員和電影製片人。他是開源3D創作套件Blender和 Traces（一種Amiga光線追蹤器，是Blender的前身）的原始者。他也是Blender基金會的創始人和主席，並因開創大型開放內容計畫而知名。2007年，他在阿姆斯特丹成立Blender學院，致力於協調Blender的開發、出版手冊和DVD培訓，以及組織三維動畫和遊戲項目。

## 早年生活
羅森達爾曾在埃因霍溫學習工業設計，1989年創立動畫工作室「NeoGeo」。 工作室很快就成為荷蘭最大的立體動畫工作室。在NeoGeo，羅森達爾負責軟體開發。1989年，他為Amiga開發了一款名為Traces的光線追蹤器。1995年，他決定在Traces和NeoGeo已開發工具的基礎上，開始開發一款用於三D動畫的內部軟體工具。這個工具後來被命名為「Blender」。1998年1月，Blender的免費版本在網路上發布，隨後在4月發布Linux和FreeBSD版本。此後不久，NeoGeo被另一家公司收購部分股份。這時，羅森達爾和弗蘭克·范·比克（Frank van Beek）決定成立一家名為Not a Number（NaN）的公司，進一步推廣和開發Blender。NaN的商業模式包括圍繞Blender提供商業產品和服務。2000年，該公司獲得幾家投資公司的成長融資。其目標是為互動式三D（線上）內容創建一個免費的創作工具，並創建用於發行和出版的商業版軟體。2002年，羅森達爾搬到阿姆斯特丹。
由於銷售額低迷和持續的經濟困難，NaN投資者決定在2002年1月/2月關閉所有業務，這標誌著Blender開發的結束。不過，在用戶社群和Blender客戶的支持下，羅森達爾於2002年5月成立非營利的Blender基金會。

## Blender基金會

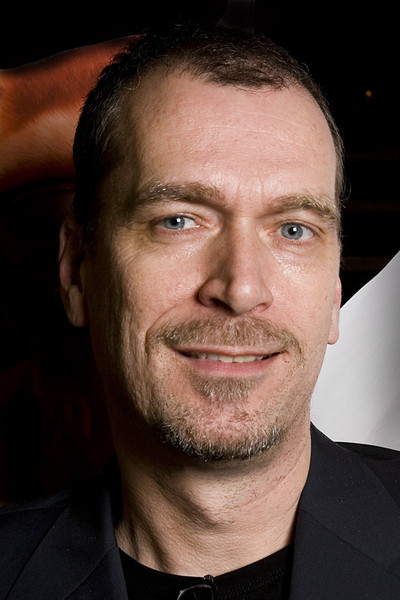
羅森達爾出席2008年《大雄兔》首映式

Blender基金會的首要目標是找到一種方法，將Blender作為一個基於社區的開源專案繼續開發和推廣。2002年7月，NaN投資者同意了一項計劃，即嘗試使用Street Performer協議在開源許可證下發布Blender。「免費Blender」活動旨在籌集10萬歐元作為一次性費用，以便NaN投資者同意將Blender開源。該活動在短短七週內就實現了這一目標。因此，2002年10月13日，Blender根據GNU通用公眾授權條款正式發布。成功之後，羅森達爾作為Blender基金會的主席，開始協調志工對Blender的開發工作。
由於Blender最初是一款內部創作工具，使用過程中的回饋意見一直被納入其持續發展的過程中。在最初兩年半的開源開發過程中，Blender專案的這一獨特屬性被證明是難以組織和維護的。Blender基金會決定與Blender社群中最優秀的藝術家一起啟動一個項目，挑戰他們製作一部三D動畫電影短片，而不是直接透過召集軟體開發人員來為專案提供資金。該專案的目標是同時證明Blender可以用來製作專業品質的動畫，並幫助Blender自身的發展。
2009年7月16日，羅森達爾因其在Blender方面的工作而被里茲都會大學授予榮譽技術博士學位。
2019年2月2日，羅森達爾和Blender開源軟體在第46屆安妮獎評審中獲得烏布·伊沃克斯獎。

## 開源計畫
2005年，橙色計畫啟動。該計畫的成果是世界上第一部廣受認可的開放式電影《大象之夢》。這部電影和製作過程中使用的所有資產均以開放式知識共享署名授權協議發布。
由於第一個開放式電影計畫的成功，羅森達爾於2007年夏天成立「Blender學院」。現在它是Blender基金會的永久辦公室和工作室，主要用於Blender基金會全職員工的辦公，以及協調和實現與3D電影、遊戲和視覺效果相關的開放項目。
2008年4月，Blender Institute完成開放式電影《大雄兔》的桃子計畫。2008年9 月，開放式遊戲《鼯鼠弗蘭基》發行。2010年9月30日，第三部開放式電影《辛特爾》發行。2011年1月10 日，宣布第四個項目《鋼鐵之淚》於2012 年發布；第五個項目《宇宙自助洗衣店》於2015年夏季發布。

## 外部連結
- Blender.org （页面存档备份，存于）
- Interview on Blender Guru （页面存档备份，存于）
- Interview on Creative Commons （页面存档备份，存于）
- Interview at Winter Camp （页面存档备份，存于）
- 彤·羅森達爾在互联网电影资料库（IMDb）上的資料（英文）
- 彤·羅森達爾的X（前Twitter）